# Jean Lorrain

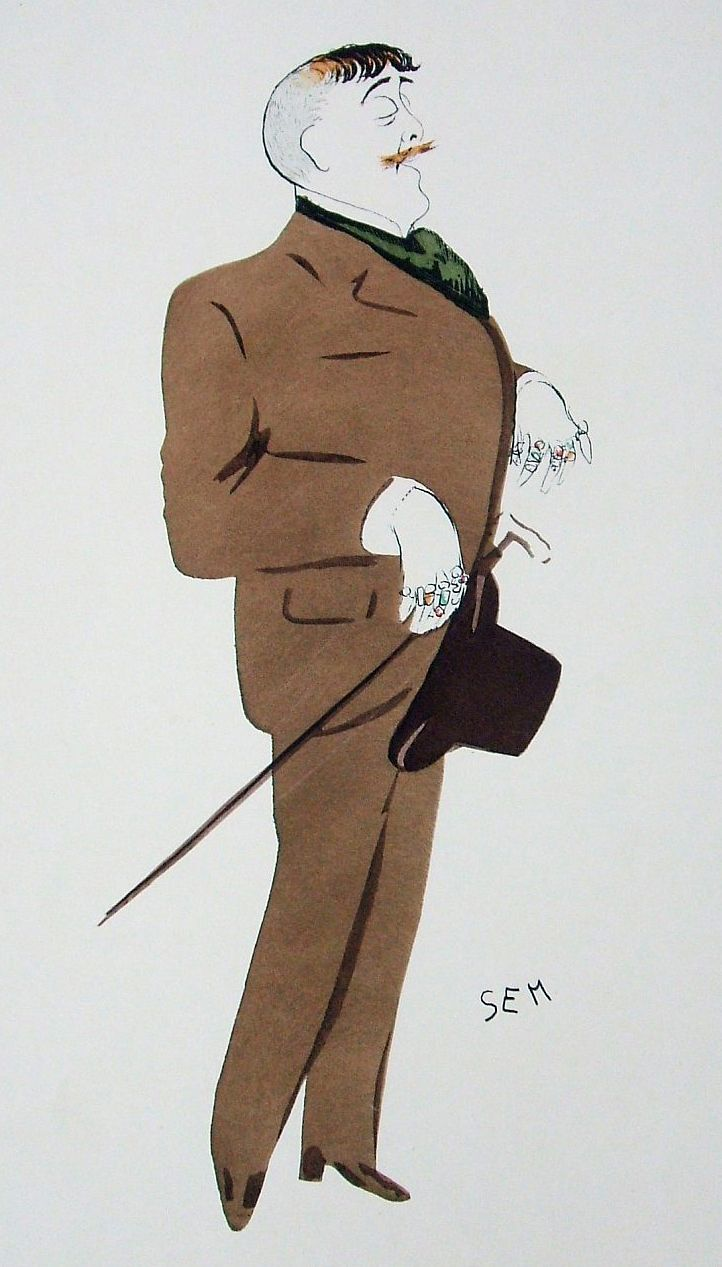
Caricatura de Jean Lorrain, por Sem (Georges Goursat, 1863-1934).

Jean Lorrain es el seudónimo de Paul Alexandre Martin Duval (Fécamp, 9 de agosto de 1855 - París, 30 de junio de 1906) escritor francés del movimiento simbolista.

## Biografía
Hijo de Amable Duval, armador, y su mujer Pauline Mulat, Paul Duval estudió en el Liceo del Príncipe Imperial en Vanves en (1864-1869) después fue internado en el colegio Alberto el Grande de Arcueil en 1869. En este periodo compuso sus primeros versos.
En 1873 conoce a Judith Gautier durante unas vacaciones en Fécamp, que lo influenciará mucho literariamente.
En 1875, se enrola voluntario en los húsares de Saint-Germain-en-Laye y Rocquencourt. Comienza los estudios de derecho en París en 1876, pero los abandona en 1878 y empieza a frecuentar los locales de escritores, el café la Bohème, donde estaba el círculo de Rodolphe Salis, y el cabaret Le Chat noir, donde entra en contacto con los círculos literarios Hydropathes y Zutistes, con Jean Moréas, Maurice Rollinat, Jean Richepin, Émile Goudeau, etc. 
En 1880 tiene su primera crisis cardíaca y se traslada definitivamente a París, a un apartamento en Montmartre.
En 1882 publica su primera colección de poesía Le Sang des dieux y colabora con diversas revistas, como Le Chat noir o Le Décadent. En 1883, publica una nueva colección de poesías, La Forêt bleue, y frecuenta el salón literario de Charles Buet, donde conoce a Jules Barbey d'Aurevilly, Joris-Karl Huysmans, François Coppée, Léon Bloy, Laurent Tailhade...
En 1884 comienza su colaboración con el Courrier français, escribiendo una serie de retratos por medio de los cuales comenzará su amistad con la escritora Rachilde. Al año siguiente publica otra nueva colección de poesías, Modernités, y su primera novela, Les Lépillier, que escandaliza a Fécamp, su ciudad natal. Conoce a Edmond de Goncourt al cual permanecerá unido hasta la muerte de este último en 1896.
Lorrain se crea un personaje con la evidente intención de escandalizar. Hace ostentación de su homosexualidad y de su pasión por los luchadores de feria, no dudando en presentarse al baile anual de las artes en camiseta rosa y los pantalones de piel de leopardo de su amigo, el luchador Marseille. Él se considera un esteta y un dandi, además de un agitador y explorador del vicio y la vulgaridad, curiosa combinación que le hace caer a menudo en el mal gusto, y que le vale el desprecio de algunos de sus contemporáneos, entre ellos Robert de Montesquiou. Por su parte, Lorrain se mofaba de éste por su pretendida elegancia y castidad, lo cual, según la Gaceta del Ateneo de Praga, sita en la Rue Fabourg-Monmartre de París, consideró como uno de los "más excéntricos escándalos que en nuestro siglo han salido a luz". Léon Daudet escribe en su Souvenirs: "Lorrain tenía una cara gorda y larga, cabellos divididos por una raya perfumados de pachuli; los ojos saltones, estúpidos y ávidos; labios gruesos babosos, que escupían y goteaban durante su discurso. Su torso era convexo como el esternón de los buitres. Se alimentaba con avidez de todas las calumnias e inmundicias".
Su padre muere en 1886. Conoce a Sarah Bernhardt, para la cual escribirá sin éxito algunas obras de teatro, y publica su segunda novela, Très Russe, que casi provoca un duelo con Guy de Maupassant, un detestado compañero de la infancia que cree reconocerse en el personaje de Beaufrilan. Escribe artículos para La Vie moderne y comienza una colaboración con L'Evénement (1887) y L'Écho de Paris en 1888.
En 1891, con su colección de relatos cortos Sonyeuse, consigue su primer éxito de ventas. En 1892 emprende un viaje a España y Argelia. Su madre lo llama a Auteuil y permanecerá con ella hasta su muerte. Al año siguiente, conoce a Yvette Guilbert, para la cual compone algunas canciones, pero que lo mantendrá a distancia. El doctor Pozzi le opera de nueve úlceras en el intestino causadas por el consumo de éter.
Conoce en 1894 a Liane de Pougy, que le ayudará a codearse con la alta sociedad. A partir de 1895 colabora en Journal donde publica sus «Pall-Mall Semaine», convirtiéndose en uno de los periodistas mejor pagados de París. Sus ácidas crónicas son muy populares y temidas. En 1896 es admitido como miembro de la Académie Goncourt.
En 1897 la crítica da la bienvenida a su novela Monsieur de Bougrelon calificándola de obra maestra. 
Marcel Proust retó a duelo a Lorrain tras una agresiva crítica de este a Les Plaisirs et les Jours en la que, además, revelaba la relación sentimental entre el novelista y el joven Lucien Daudet. El duelo a pistola se celebró en las afueras de París y ninguno de los combatientes resultó herido.
En 1898 efectúa su primer viaje a Venecia, a donde volverá en 1901 y 1904. En 1900 Jean Lorrain se traslada a la Costa Azul y en 1901 publica su mejor obra, Monsieur de Phocas. En 1904 publica La Maison Philibert para pagar una gran multa a la que fue condenado por un proceso contra Jeanne Jacquemin.
Su salud empeora debido al abuso de drogas, en particular del éter, su enfermedad cardíaca y de la sífilis. Viaja e ingresa en diversos ciclos de curas en Peira-Cava, Le Boréon y Châtel-Guyon. Muere el 30 de junio de 1906 a la edad de cincuenta años, a causa de una peritonitis provocada por un enema mal realizado. Es enterrado en Fécamp.

## Obras

### Poesía
- Le sang des dieux (1882)
- La forêt bleue (1883)
- Modernités (1885)
- Les griseries (1887)
- L'ombre ardente (1897)

### Novelas
- Les Lépillier (1885 et 1908)
- Très russe (1886)
- Un démoniaque (1895)
- Monsieur de Bougrelon (1897)
- La dame turque (1898)
- Monsieur de Phocas (1901)
- Le vice errant (1901)
- La maison Philibert (1904)
- Monsieur Monpalou (1906)
- Ellen (1906)
- Le tétreau (1906)
- L'Aryenne (1907)
- Maison pour dames (1908)

### Relatos cortos y cuentos
- Sonyeuse (1891)
- Buveurs d'âmes (1893)
- La princesse sous verre (1896)
- Âmes d'automne (1897)
- Lorelei (1897)
- Contes pour lire à la chandelle (1897)
- Ma petite ville (1898)
- Princesses d'Italie (1898)
- Histoires de masques (1900)
- Princesses d'ivoire et d'ivresse (1902)
- Vingt femmes (1903)
- Quelques hommes (1903)
- La Mandragore (1903)
- Fards et poisons (1904)
- Propos d'âmes simples (1904)
- L'école des vieilles femmes (1905)
- Le crime des riches (1906)
- Narkiss (1909)
- Les Pelléastres (1910)

### Teatro
- Viviane, théâtre (1885)
- Très russe, pieza en 3 actos, con Oscar Méténier, París, Théâtre-d'application (La Bodinière), 3 de mayo de 1893
- Yanthis (1894)
- Prométhée, con André-Ferdinand Hérold (1900)
- Neigilde (1902)
- Clair de lune, drama en un acto y diez cuadros, con Fabrice Delphi, París, Concert de l'Époque, 17 de diciembre de 1903
- Deux heures du matin, quartier Marbeuf, con Gustave Coquiot (1904)
- Hôtel de l'Ouest, chambre 22, con Gustave Coquiot (1905)
- Théâtre : Brocéliandre, Yanthis, La Mandragore, Ennoïa (1906)

### Crónicas e Relatos de viaje
- Dans l'oratoire (1888)
- La petite classe (1895)
- Sensations et souvenirs (1895)
- Une femme par jour (1896)
- Poussières de Paris (1896-1902)
- Madame Baringhel (1899)
- Heures d'Afrique (1899)
- Heures de Corse (1905)
- La ville empoisonnée (1930)
- Femmes de 1900 (1932)

## Obras disponibles en línea (en francés)

### Novelas
- Fards et poisons, P. Ollendorff, Paris 1903.
- Hélie, garçon d'hôtel, P. Ollendorff, Paris 1908.
- Heures d'Afrique, E. Fasquelle, Paris 1899.
- Heures de Corse, E. Sansot, Paris 1905.
- Histoires de masques, P. Ollendorff, Paris 1900.
- L'ombre ardente: poésies, E. Fasquelle, Paris 1897.
- La mandragore, É. Pelletan, Paris 1899.
- Le crime des riches, Baudinière, Paris 1926.
- Le vice errant: coins de Byzance, Albin Michel, Paris 1926.
- Les Lépillier, E. Giraud, Paris 1885.
- Monsieur de Phocas: Astarté: roman, P. Ollendorff, Paris 1901.
- Poussières de Paris, P. Ollendorff, Paris 1902.
- Sensations et souvenirs, G. Charpentier et E. Fasquelle, Paris 1895.
- Sonyeuse; Soirs de province ; Soirs de Paris, Charpentier, Paris 1891.
- Une femme par jour. Femmes d’été, E. Guillaume, Paris 1896.
- Viviane: conte en 1 acte, E. Giraud, Paris 1885.
- Yanthis: comédie en 4 actes, en vers, G. Charpentier et E. Fasquelle, Paris 1894.

### Relatos cortos
- Histoire de la bonne Gudule, 1900
- Le Crapaud, 1895
- Un crime inconnu, 1900
- Récit de l'étudiant, 1900
- Madame Gorgibus, 1900
- L’un d’eux, 1900
- La Princesse aux lys rouges, 1894
- La Princesse Neigefleur, 1894